# کنسرتو پیانو شماره ۱ (چایکوفسکی)
کنسرتو پیانو شمارهٔ ۱ در سی بمل مینور، اپوس ۲۳، نخستین کنسرتو پیانو پیوتر ایلیچ چایکوفسکی است که از نوامبر ۱۸۷۴ تا فوریهٔ ۱۸۷۵ تصنیف گشت. این کنسرتو پیانو نخست با انتقاد تند نیکلای روبینشتاین روبرو گردید، ولی اجرای آن در آمریکا موجب شهرت آن گشت. به‌گونه‌ای که امروزه در میان محبوب‌ترین ساخته‌های چایکوفسکی جای دارد.

## تاریخچه
چایکوفسکی کار ساخت نخستین کنسرتو پیانو خود را از اواخر سال ۱۸۷۴ میلادی آغاز کرد. او در آن زمان سی‌وپنج ساله بود و علاوه بر تدریس در کنسرواتوار مسکو، به مقاله‌نویسی برای مجله‌های هنری نیز می‌پرداخت.
چایکوفسکی در ۲ ژانویهٔ ۱۸۷۵ کنسرتو پیانو خود را با پیانو برای نیکلای روبینشتاین اجرا کرد. روبینشتاین به‌شدت کنسرتو پیانو را مورد انتقاد قرار داد و آن را قابل اجرا ندانست. چایکوفسکی که از این رفتار رنجیده بود، کنسرتو پیانو خود را به‌جای روبینشتاین به هانس فن بلو تقدیم کرد که پیش‌تر موسیقی چایکوفسکی را مورد ستایش قرار داده بود.
در ۲۱ فوریه سازبندی کنسرتو پیانو به‌پایان رسید و چایکوفسکی پس از چاپ آن در ماه مه، نسخه‌ای را برای فُن بلو فرستاد. فُن بلو نیز آن را در طی سفرش به آمریکا، در ۲۵ اکتبر در تالار موسیقی بستون و بار دیگر در ۲۲ نوامبر در تالار انجمن سمفونیک نیویورک به‌اجرا گذاشت. استقبال از کنسرتو پیانو در سن پترزبورگ نیز بالا بود.

## سازبندی
کنسرتو پیانو شمارهٔ ۱ برای دو فلوت، دو ابوا، دو کلارینت، دو فاگوت، چهار هورن، دو ترومپت، سه ترومبون، تیمپانی، پیانو سولو و سازهای زهی تصنیف شده‌است.

## ساختار

### موومان‌ها
پیانو کنسرتو شمارهٔ ۱ از سه موومان تشکیل شده‌است:
1. آلگرو نن تروپو ئه مولتو مائستوزو —آلگرو کن اسپیرتیو (سی بمل مینور – سی بمل ماژور)
2. آندانتینو سمپلیچه — آلگرو ویواچه آسای/پرستیسیمو (ر بمل ماژور)
3. آلگرو کن فوئوکو (سی بمل مینور – سی بمل ماژور)

### ویژگی‌ها
کنسرتو پیانو شمارهٔ ۱ چایکوفسکی از موفق‌ترین کنسرتوها و از محبوب‌ترین ساخته‌های چایکوفسکی است. اجرای این کنسرتو پیانو به‌طور معمول در حدود ۳۰ تا ۳۵ دقیقه زمان می‌برد که بیش‌تر آن به موومان نخست تعلق دارد.
کنسرتو دارای مقدمهٔ شکوهمندی است که با نغمهٔ شیپور و تقطیع ارکستر آغاز می‌شود. پس از مقدمه در قسمت آلگرو کن اسپیرتیو، جمله‌ای شتاب‌آلود با پیانو نواخته می‌شود که گفته شده چایکوفسکی آن را در آواز گدایی نابینا شنیده و به‌خاطر سپرده‌است.
ون کلایبرن در سال ۱۹۵۸ با اجرای این کنسرتو برندهٔ مسابقهٔ چایکوفسکی شد.